# Bruno Lebras
Bruno Lebras (Argenteuil, Val-d'Oise, 30 d'octubre de 1962) va ser un ciclista francès especialitzat en el ciclocròs. Va guanyar diferents campionats nacionals i dues medalles als Campionats del món.

## Palmarès en ciclocròs
- 1987-1988
  - 1r al Challenge nacional
- 1990-1991
  -  Campió de França en ciclocròs
  - 1r al Challenge nacional

## Palmarès en ciclisme de muntanya
- 1992
  -  Campió de França en Camp a Través